# Oceanapia elongata
Oceanapia elongata är en svampdjursart som först beskrevs av Topsent 1892.  Oceanapia elongata ingår i släktet Oceanapia och familjen Phloeodictyidae. Inga underarter finns listade i Catalogue of Life.